# Dome FC
Der Dome Football Club (thailändisch สโมสรฟุตบอลโดม) ist ein thailändischer Fußballverein aus Pathum Thani. Der Verein spielt in der Central Region der dritten Liga.

## Geschichte
Der Dome Football Club wurde etwa im Dezember 2014 als eines der Fußballentwicklungsprojekte der Thammasat-Universität gegründet. Der Verein startete 2015 in der dritten Liga, der damaligen Regional League Division 2. Hier trat man in der Bangkok Region an. Mit Einführung der Ligareform 2017 spielte der Verein in der Bangkok Metropolitan Region Thai League 4. 2018 musste der Verein wieder den Weg in die Fünftklassigkeit antreten. 2023 konnte man sich für die Thailand Semi-Pro League qualifizieren. Hier feierte man am Ende der Saison den ersten Platz der Region und stieg in die dritte Liga auf. Hier tritt man in der Central Region an.

## Erfolge
- Thailand Semi-Pro League – Bangkok Metropolitan: 2024  ▲

## Stadion
Bis zum Abstieg in die Amateur League spielte der Verein im Thammasat Stadium in Khlong Luang in der Provinz Pathum Thani. Das Stadion hat ein Fassungsvermögen von 20.000 Personen. Die Saison 2024 spielte der Verein im 2000 Personen fassenden Rajamangala University of Technology Thanyaburi Stadium in Thanyaburi.

## Saisonplatzierung
| Saison  | Liga                                                     | Liga                                                     | Liga                                                     | Liga                                                     | Liga                                                     | Liga                                                     | Liga                                                     | Liga                                                     | Liga                                                     | Pokal                                                    | Pokal                                                    | Pokal  |
| Saison  | Liga                                                     | Level                                                    | Spiele                                                   | S                                                        | U                                                        | N                                                        | Tore                                                     | Punkte                                                   | Position                                                 | FA Cup                                                   | League Cup                                               | T3 Cup |
| ------- | -------------------------------------------------------- | -------------------------------------------------------- | -------------------------------------------------------- | -------------------------------------------------------- | -------------------------------------------------------- | -------------------------------------------------------- | -------------------------------------------------------- | -------------------------------------------------------- | -------------------------------------------------------- | -------------------------------------------------------- | -------------------------------------------------------- | ------ |
| 2015    | Regional League Division 2 – Bangkok                     | 3                                                        | 26                                                       | 4                                                        | 3                                                        | 19                                                       | 19:47                                                    | 15                                                       | 14.                                                      | –                                                        | 2. Runde                                                 |        |
| 2016    | Regional League Division 2 – Bangkok                     | 3                                                        | 20                                                       | 4                                                        | 6                                                        | 10                                                       | 19:41                                                    | 18                                                       | 10.                                                      | –                                                        | 1. Qualifikationsrunde                                   |        |
| 2017    | Thai League 4 – Bangkok                                  | 4                                                        | 30                                                       | 11                                                       | 10                                                       | 9                                                        | 32:28                                                    | 43                                                       | 5.                                                       | –                                                        | –                                                        |        |
| 2018    | Thai League 4 – Bangkok                                  | 4                                                        | 22                                                       | 5                                                        | 4                                                        | 13                                                       | 19:32                                                    | 19                                                       | 11. ▼                                                    | Qualifikationsrunde                                      | 2. Qualifikationsrunde                                   |        |
| 2019    | Thailand Amateur League – Bangkok                        | 5                                                        | 2                                                        | 1                                                        | 0                                                        | 1                                                        | 9:2                                                      | 3                                                        |                                                          | –                                                        | –                                                        |        |
| 2020    | Keine Austragung wegen der COVID-19-Pandemie in Thailand | Keine Austragung wegen der COVID-19-Pandemie in Thailand | Keine Austragung wegen der COVID-19-Pandemie in Thailand | Keine Austragung wegen der COVID-19-Pandemie in Thailand | Keine Austragung wegen der COVID-19-Pandemie in Thailand | Keine Austragung wegen der COVID-19-Pandemie in Thailand | Keine Austragung wegen der COVID-19-Pandemie in Thailand | Keine Austragung wegen der COVID-19-Pandemie in Thailand | Keine Austragung wegen der COVID-19-Pandemie in Thailand | Keine Austragung wegen der COVID-19-Pandemie in Thailand | Keine Austragung wegen der COVID-19-Pandemie in Thailand |        |
| 2021    | Keine Austragung wegen der COVID-19-Pandemie in Thailand | Keine Austragung wegen der COVID-19-Pandemie in Thailand | Keine Austragung wegen der COVID-19-Pandemie in Thailand | Keine Austragung wegen der COVID-19-Pandemie in Thailand | Keine Austragung wegen der COVID-19-Pandemie in Thailand | Keine Austragung wegen der COVID-19-Pandemie in Thailand | Keine Austragung wegen der COVID-19-Pandemie in Thailand | Keine Austragung wegen der COVID-19-Pandemie in Thailand | Keine Austragung wegen der COVID-19-Pandemie in Thailand | Keine Austragung wegen der COVID-19-Pandemie in Thailand | Keine Austragung wegen der COVID-19-Pandemie in Thailand |        |
| 2022    | Thailand Amateur League – Bangkok                        | 4                                                        | 6                                                        | 4                                                        | 2                                                        | 0                                                        | 11:3                                                     | 14                                                       | 2.                                                       | Qualifikationsrunde                                      | –                                                        |        |
| 2023    | Thailand Amateur League – Bangkok                        | 5                                                        | 6                                                        | 4                                                        | 2                                                        | 0                                                        | 17:3                                                     | 14                                                       | 2.                                                       | 2. Runde                                                 | –                                                        |        |
| 2024    | Thailand Semi-Pro League – Bangkok                       | 4                                                        | 8                                                        | 7                                                        | 0                                                        | 1                                                        | 36:10                                                    | 21                                                       | 1. ▲                                                     | 1. Runde                                                 | –                                                        |        |
| 2024/25 | Thai League 3 – Central                                  | 3                                                        | 20                                                       | 3                                                        | 9                                                        | 8                                                        | 17:32                                                    | 18                                                       | 10.                                                      | 1. Runde                                                 | –                                                        | –      |

## Aktueller Kader
Stand: 1. Februar 2025
| Nr. |           | Position | Name                   |
| --- | --------- | -------- | ---------------------- |
| 1   | Thailand  | TW       | Atituch Chankar        |
| 3   | Thailand  | AB       | Wirachach Umtum        |
| 4   | Thailand  | ST       | Tanat Wongsupalak      |
| 5   | Thailand  | AB       | Tora Chareonsuk        |
| 6   | Thailand  | AB       | Krittapot Kongla       |
| 7   | Korea Sud | AB       | Jeong Ja-in            |
| 8   | Thailand  | MF       | Prateep Senala         |
| 10  | Thailand  | MF       | Apipoo Suntornpanavej  |
| 11  | Thailand  | ST       | Thanchot Sonsri        |
| 12  | Thailand  | AB       | Watcharapong Kongchuai |
| 13  | Thailand  | AB       | Saranyawat Naprasert   |
| 14  | Thailand  | MF       | Jaradpong Niyomrat     |
| 15  | Thailand  | MF       | Phongrarit Aimkamol    |
| 16  | Thailand  | MF       | Jakkarin Kaewprom      |
| 17  | Thailand  | ST       | Saranpat Yingsakul     |
| 18  | Thailand  | ST       | Kittikhom Chadathan    |

| Nr. |          | Position | Name                        |
| --- | -------- | -------- | --------------------------- |
| 19  | Thailand | AB       | Panuwit Kumansit            |
| 20  | Thailand | MF       | Apirawit Funta              |
| 21  | Thailand | AB       | Phanawat Limwanasthian      |
| 23  | Thailand | AB       | Teeraporn Atawongsa         |
| 24  | Thailand | MF       | Theppatat Wantanaboon       |
| 25  | Thailand | TW       | Wisanu Chamnongkan          |
| 26  | Thailand | AB       | Peerapat Chunhacha          |
| 27  | Kamerun  | ST       | Isaac Mbengan               |
| 29  | Thailand | ST       | Phoomthai Singchai          |
| 30  | Thailand | TW       | Chanathip Posri             |
| 31  | Thailand | TW       | Kasidej Rungkitwattananukul |
| 33  | Thailand | TW       | Ratchataphoom Sornchaiyat   |
| 34  | Thailand | AB       | Anapat Nakngam              |
| 45  | Thailand | AB       | Eakaphat Jaenooduang        |
| 91  | Thailand | ST       | Pinyo Inpinit               |